# أنتوني أدوتشي
كان أنتوني جيه أدوتشي (14 أغسطس 1937-19 سبتمبر 2006) رائدًا في صناعة الأجهزة الطبية في مينيسوتا. اشتهر بمشاركته في تأسيس شركة كاردياك سبايس ميكرز CPI، وهي الشركة التي صنعت أول جهاز تنظيم ضربات القلب الاصطناعي يعمل ببطارية الليثيوم في العالم. أحدثت خلية يوديد الليثيوم ثورة في الصناعة الطبية وهي الآن الخلية القياسية لأجهزة تنظيم ضربات القلب.

## النشأة والتعليم
ولد أدوتشي في شيكاغو، إلينوي في 14 أغسطس 1937، لألكسندر جيمس أدوتشي وفاليريا ماريا (فيجنا، بونا) أدوتشي. كان جد أدوتشي لأمه، لورينزو فاليريو بونا، مهاجم وقائد يوفنتوس إف سي. والقائد والضابط الأكبر من وسام تاج إيطاليا. نشأت عائلة أدوتشي من بلدة Alessandria del Carretto في إيطاليا.
في عام 1951، تخرج من مدرسة سانت كاترين للقواعد في جنوا، في حي روزلاند في شيكاغو. التحق بجامعة سانت ماري في مينيسوتا، وحصل على بكالوريوس الفيزياء في عام 1959. تابع دراسته الإضافية في الهندسة الكهربائية في معهد إلينوي للتكنولوجيا وإدارة الأعمال في جامعة مينيسوتا.

## المسار المهني

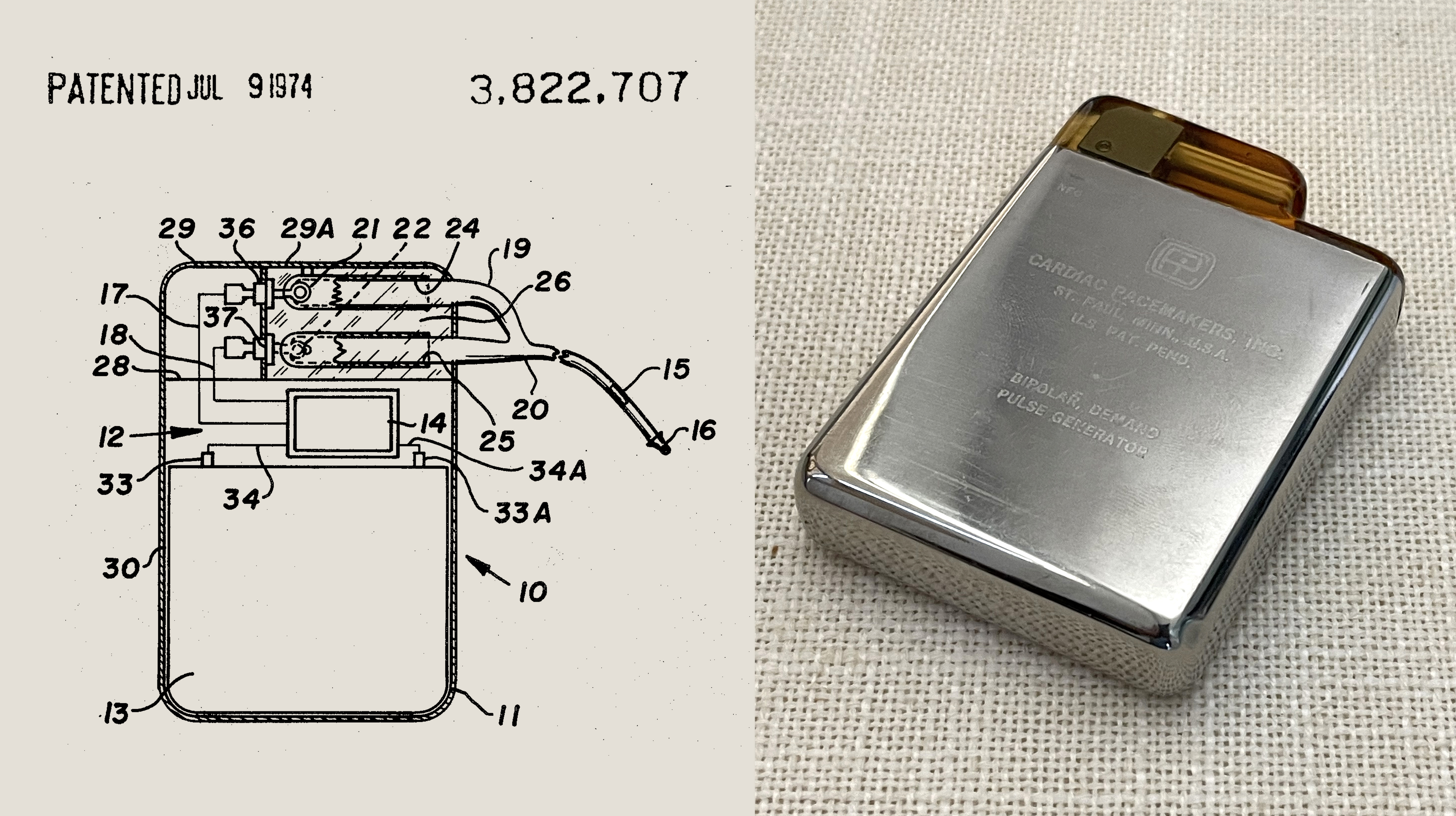
جهاز طبي يولد نبضات كهربائية لتحفيز انقباض عضلة القلب وضخ الدم، بديل أو منظم لنظام التوصيل الكهربائي للقلب، صممه أنتوني أدوتشي وآرثر شوالم.

في عام 1960، عمل أدوتشي كمهندس صوتي في شركة Jensen Manufacturing Company في شيكاغو، إلينوي حيث شارك في تصميم وتطوير مكبرات الصوت والأبواق.
في عام 1961، انضم إلى شركة International Telephone and Telegraph Corporation في شيكاغو إلينوي، حيث قام كمهندس تطوير، بتوجيه العديد من الدورات التدريبية حول أنظمة اتصالات البيانات الرقمية، وكمهندس اختبار كبير قام بتوجيه موظفي ITT في اختبار التداخل الكهربائي لطائرة Boeing Minuteman (صاروخ) للقيادة الجوية الاستراتيجية. كما قام بتدريس دورات عالية المستوى للقوات الجوية الأمريكية في بيلوكسي، ميسيسيبي.
أثناء وجوده في شيكاغو عام 1963، عمل أدوتشي مع طبيب محلي وطوّرت مقياسًا إلكترونيًا لحرارة الأذن يستخدم لاكتشاف وقت الإباضة لدى الأنثى البشرية. طور سدادة أذن وجهاز تسجيل يقيس درجة حرارة طبلة الأذن، وجعل زوجته، التي كانت ممرضة، تقيس درجة حرارة جسمها، وكانوا قادرين على التنبؤ بالإباضة. قاموا بنشر ورقة في مجلة IEEE (معهد مهندسي الكهرباء والإلكترونيات) في مجال الطب الحيوي.
في أغسطس 1964، قبل منصبًا في قسم UNIVAC التابع لشركة Sperry Rand في سانت بول، مينيسوتا كمهندس تصميم نظام يعمل في التصميم المنطقي للمعدات الطرفية للكمبيوتر.
في أبريل 1966، عين من قبل إيرل باكن، الرئيس التنفيذي لشركة Medtronic كمهندس مبيعات. كان أدوتشي الموظف التسعون في ذلك الوقت. أثناء عمله في ميدترونيك، عمل في العديد من المسؤوليات الفنية والتسويقية بما في ذلك مدير إدارة المبيعات وأخصائي استشارات جهاز تنظيم ضربات القلب. قام بتعليم الجراحين في جميع أنحاء الولايات المتحدة أساسيات كيفية عمل أجهزة تنظيم ضربات القلب وكيفية إدخالها في الجسم. شارك أدوتشي في أكثر من خمسين عملية جراحية أثناء وجوده في ميدترونيك.